# پکا پکا

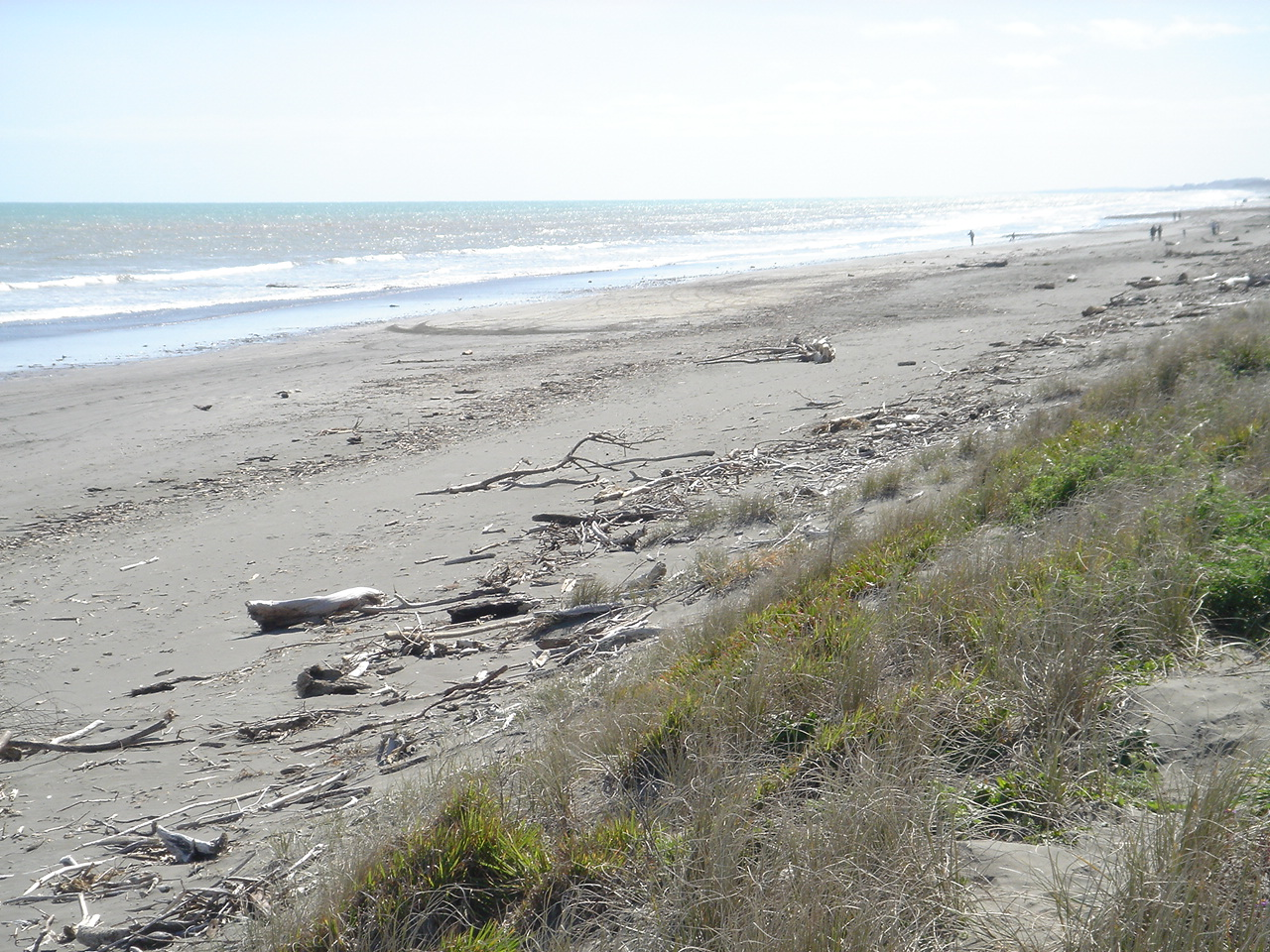
ساحل پکا پکا، قسمت شمالی.

پکا پکا مکانی نسبتاً مسکونی واقع در ساحل کاپیتی در نیوزیلند است.
براساس سرشماری نفوس و مسکن سال ۲۰۰۱ نیوزیلند جمعیت این مکان ۱۹۵ نفر می‌باشد که دارای یک افزایش ۳۵٫۴ درصدی یا ۵۱ نفری از سال ۱۹۹۶ است. پکا پکا کمی دورتر از بزرگراه کشوری شمارهٔ یک و راه آهن بخش اصلی جزیرهٔ شمالی واقع است که در بین وایکانه و ته هورو قرار دارد.
این مکان به طور مشخص به علت ظاهر شدن یک پنگوئن امپراتور جوان در تاریخ ۳۱ اردیبهشت ۱۳۹۰ در ساحل پکا پکا که معمولاً در قطب جنوب یافت می‌شوند مشهور شد.